# Âm rung lợi hữu thanh
Âm rung lợi hữu thanh là một loại phụ âm. Phụ âm này được tượng trưng bằng chữ ‹r› trong Bảng mẫu tự ngữ âm quốc tế. Những người với bệnh cứng lưỡi sẽ cảm thấy khó khăn khi phát âm tiếng này.

## Đặc trưng

- Cách phát âm là rung, có nghĩa là nó được tạo ra bằng cách điều hướng luồng hơi qua nơi cấu âm khiến cho nó rung.

- Vị trí cấu âm của nó có thể là:

Răng,
lợi hoặc
sau lợi.
- Đây là âm hữu thanh, nghĩa là dây thanh âm rung khi phát âm.
- Đây là âm phổi, nghĩa là nó được tạo ra bởi khí chỉ do phổi và cơ hoành đẩy ra.